# 빌라르 페로사 M1915

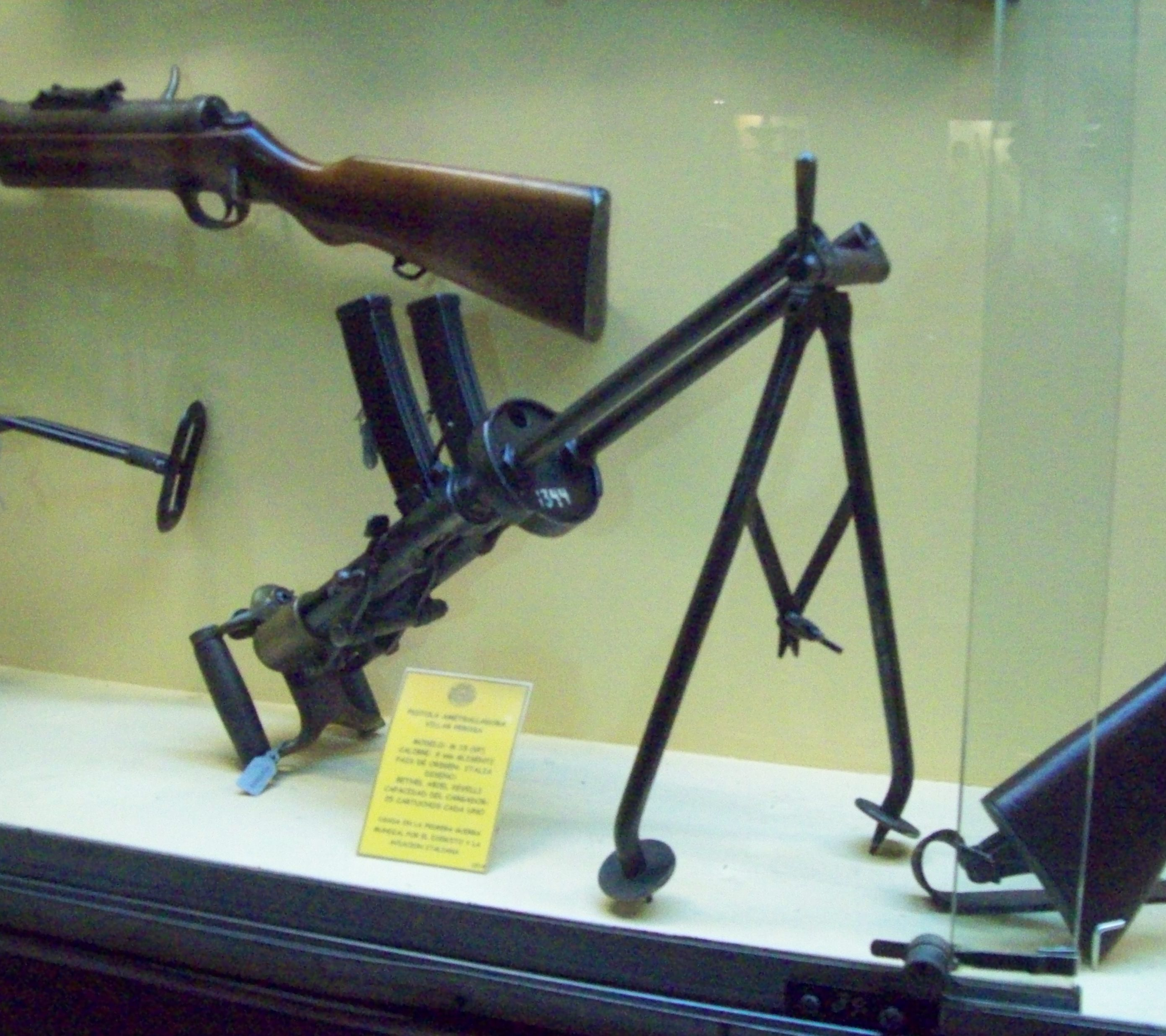

빌라르 페로사 M1915(Villar Perosa M1915)는 이탈리아의 휴대용 자동화기이며 제1차 세계 대전 기간 중 빌라르페로사의 Officine에 의해 개발되었다.
무게는 6.5킬로그램, 길이는 533밀리미터, 총포신 길이는 320밀리미터이다. 화기 작동 방식은 블로우백 방식을 따른다.

## 운용국
- [[파일:{{{국기그림-1861}}}|22x20px|border |alt=이탈리아의 기]] 이탈리아[1]
- 오스트리아-헝가리
- 독일 제국
- 영국: 시험 목적 (chambered in .455 Webley Auto)[2][3]